# Ходяков, Михаил Викторович
Михаи́л Ви́кторович Ходяко́в (род. 1964, Новгород) — российский историк, заведующий кафедрой новейшей истории России СПбГУ, исследователь истории обороны Ленинграда.

## Биография
М. В. Ходяков родился в 1964 году в Новгороде, жил и учился в Таллине.
Окончил службу в Советской армии в 1985 году. В 1988—1989 годах Михаил Викторович работал архивистом Центрального государственного архива Октябрьской революции Ленинграда, а в 1989—1992 годах был научным сотрудником Института социально-экономических проблем Академии наук СССР.
Окончив в 1990 году исторический факультет Ленинградского государственного университета (ныне — СПбГУ), он стал ассистентом в 1993 году, а затем до 1997 года работал старшим преподавателем на кафедре Новейшей истории России на историческом факультете. В 1997—2003 годах Михаил Викторович был доцентом на кафедре Русской истории, а с 2003 по 2004 год — на кафедре Новейшей истории России, после чего стал заведующим этой кафедрой.
В 1993 году он защитил кандидатскую диссертацию на тему «Совет народного хозяйства северного района в период формирования системы централизованного государственного управления промышленностью : (Январь 1918 — февраль 1920 гг.)». В 2002 году защитил докторскую диссертацию «Децентрализм в промышленной политике регионов России. 1917—1920 гг.».
В 2001—2003 годах Ходяков был заместителем декана исторического факультета Санкт-Петербургского государственного университета по научной работе. Он организовал несколько научных конференций: «Война народная: люди, события, уроки. 1941—1945», «Университетские Петербургские чтения», «Мавродинские чтения», «Российская государственность: история и современность», «Университетские Петербургские чтения». С 2004 года он стал профессором.
Область научных интересов М. В. Ходякова — проблемы политической и социально-экономической истории России первой половины XX века.

## Основные работы
- Иностранные военнопленные Великой Отечественной войны в лагерях НКВД-МВД Эстонии. 1944—1949 гг.. — СПб : Бумажные книги, 2016.
- Деньги революции и Гражданской войны: денежное обращение в России. 1917—1920 гг. — М.; СПб : Печатный двор им. А. М. Горького, 2009.
- История Советской России. СПб.: Лань, 1999; 2-е изд. СПб.: Лань, 2001 (в соавт. с И. С. Ратьковским);
- История России: учебник. М.: Проспект, 2008; 2-е изд., перераб. и доп. М.: Проспект, 2010 (в соавт. с А. Ю. Дворниченко, Ю. В. Тотом);
- Новейшая история России. М.: Юрайт, 2004; 2-е изд. М.: «Высшее образование», 2007; 3-е изд. М.: Высшее образование, 2008; 4-е изд. М.: Юрайт, 2010; 5-е изд. М.: Юрайт, 2012; 6-е изд. М.: Юрайт, 2013; 7-е изд. М.: Юрайт, 2014; 8-е изд. М.: Юрайт, 2015 (в соавт. с И. С. Ратьковским, М. Ф. Флоринским, Н. Б. Лебиной и др.).